# Norra Viggen, Dalarna
Norra Viggen, även Viggen, är en sjö i Hedemora kommun i Dalarna och ingår i Dalälvens huvudavrinningsområde. Sjön har en area på 1,46 kvadratkilometer och ligger 102 meter över havet. Sjön avvattnas av vattendraget Anstaån. Vid provfiske har bland annat abborre, braxen, gers och gädda fångats i sjön. Sjön skiljs från Södra Viggen (Lilla Viggen) med ett smalt näs. 

## Delavrinningsområde
Norra Viggen ingår i det delavrinningsområde (669150-150770) som SMHI kallar för Utloppet av Norra Viggen. Medelhöjden är 127 meter över havet och ytan är 9,69 kvadratkilometer. Räknas de 4 avrinningsområdena uppströms in blir den ackumulerade arean 25,92 kvadratkilometer. Anstaån som avvattnar avrinningsområdet har biflödesordning 2, vilket innebär att vattnet flödar genom totalt 2 vattendrag innan det når havet efter 177 kilometer. Avrinningsområdet består mestadels av skog (47 procent), öppen mark (11 procent) och jordbruk (20 procent). Avrinningsområdet har 1,45 kvadratkilometer vattenytor vilket ger det en sjöprocent på 15 procent. Bebyggelsen i området täcker en yta av 0,41 kvadratkilometer eller 4 procent av avrinningsområdet.

## Fisk
Vid provfiske har följande fisk fångats i sjön:
- Abborre
- Braxen
- Gärs
- Gädda
- Gös
- Löja
- Mört